# Danmarks ambassade i Paris
Danmarks ambassade i Paris er Danmarks diplomatiske repræsentation i Frankrig og Monaco. Ambassaden blev etableret i 1894 og er en af Danmarks ældste ambassader i udlandet.
Ambassadens primære opgave er at fremme danske interesser i Frankrig og arbejde for at styrke samarbejdet mellem Danmark og Frankrig på en række områder, herunder politik, økonomi, handel, kultur og videnskab. Ambassadøren har siden 2024 været Hanne Fugl Eskjær.
Ambassaden i Paris yder også konsulær bistand til danske borgere i Frankrig, f.eks. ved pas- og visumansøgninger, og bistand i tilfælde af ulykker, sygdom og dødsfald.
Ambassaden ledes af en ambassadør og består af en række afdelinger, herunder politisk afdeling, økonomisk afdeling, handelsafdeling og konsulær afdeling.
Ambassaden samarbejder tæt med Frankrigs regering, EU-institutioner i Frankrig og andre internationale organisationer i Frankrig, herunder UNESCO.
Danmarks ambassade i Paris har også en vigtig rolle i at fremme kulturelt samarbejde mellem Danmark og Frankrig, herunder støtte til kulturelle arrangementer og udveksling af kunst og kultur.
Bygningens arkitekt er Bernard Zehrfuss.

## Konsulater
Udover ambassaden i Paris, har Danmark flere honorære konsulater, som er placeret i Bordeaux, Cayenne, Nice, Fort-de-France, Lille, Lyon , Papeete (Fransk Polynesien), Pointe-à-Pitre (Guadeloupe). Porto-Vecchio, Rouen, Saint-Malo og Toulouse.

## Danmarks ambassadører i Frankrig
| Billede | Tiltrådt           | Fratrådt     | Navn                           |
| ------- | ------------------ | ------------ | ------------------------------ |
|         |                    | 1770         | C.H. von Gleichen              |
|         | 1770               | 1793         | Otto Blome                     |
|         | 1796               | 1810         | Christopher Vilhelm Dreyer     |
|         | 1913               | 1932         | Herman Anker Bernhoft          |
|         | 6. oktober 1939    | 1. juli 1945 | Herman Anker Bernhoft          |
|         | 10. april 1947     |              | J. C. W. Kruse                 |
|         | 16. maj 1950       |              | Nils Svenningsen               |
|         | 13. marts 1951     |              | Ejnar Waerum                   |
|         | 24. september 1960 |              | Eyvind Bartels                 |
|         | 4. marts 1965      |              | Kjeld Gustav Knuth-Winterfeldt |
|         | 9. juli 1966       |              | Erik Schram-Nielsen            |
|         | 30. september 1971 |              | Paul Fischer                   |
|         | 25. september 1980 |              | Ole Bierring                   |
|         | 27. september 1984 |              | Gunnar Riberholdt              |
|         | 1989               | 1991         | Jens Christensen               |
|         | 13. september 1995 |              | Peter Pedersen Dyvig           |
|         | 30. november 1999  |              | Hans Henrik Reventlow Bruun    |
|         | 9. september 2003  |              | Niels Egelund                  |
|         | 2. oktober 2009    |              | Anne Dorte Riggelsen           |
|         | 8. september 2015  |              | Kirsten Malling Biering        |
|         | 12. april 2019     |              | Michael Starbæk Christensen    |